# Saison 1960 de la Ligue canadienne de football
Chronologie
Saison précédente Saison suivante
1960 est la troisième saison de la Ligue canadienne de football et la 77e saison depuis la fondation de la Canadian Rugby Football Union en 1884.

## Événements
L'Interprovincial Rugby Football Union (IRFU) change son nom pour la « Conférence de l'Est » (Eastern Football Conference) mais conserve une certaine autonomie au sein de la Ligue canadienne de football, tout comme la Western Interprovincial Football Union (WIFU) qui ne changera de nom que l'année suivante.
Les Stampeders de Calgary emménagent dans leur nouveau domicile, le stade McMahon.

## Classements
| Clt   | Équipe                 | PJ | V  | D  | N | BP  | BC  | Pts |
| ----- | ---------------------- | -- | -- | -- | - | --- | --- | --- |
| +001, | Argonauts de Toronto   | 14 | 10 | 4  | 0 | 370 | 265 | 20  |
| +002, | Rough Riders d'Ottawa  | 14 | 9  | 5  | 0 | 400 | 283 | 18  |
| +003, | Alouettes de Montréal  | 14 | 5  | 9  | 0 | 340 | 458 | 10  |
| +004, | Tiger-Cats de Hamilton | 14 | 4  | 10 | 0 | 273 | 377 | 8   |

| Clt   | Équipe                           | PJ | V  | D  | N | BP  | BC  | Pts |
| ----- | -------------------------------- | -- | -- | -- | - | --- | --- | --- |
| +001, | Blue Bombers de Winnipeg         | 16 | 14 | 2  | 0 | 453 | 239 | 28  |
| +002, | Eskimos d'Edmonton               | 16 | 10 | 6  | 0 | 318 | 225 | 20  |
| +003, | Stampeders de Calgary            | 16 | 6  | 8  | 2 | 306 | 404 | 14  |
| +004, | Lions de la Colombie-Britannique | 16 | 5  | 9  | 2 | 374 | 356 | 12  |
| +005, | Roughriders de la Saskatchewan   | 16 | 2  | 12 | 2 | 296 | 422 | 6   |

## Séries éliminatoires

### Demi-finale de la WIFU
- 2 novembre : Stampeders de Calgary 7 - Eskimos d'Edmonton 30
- 5 novembre : Eskimos d'Edmonton 40 - Stampeders de Calgary 21

Edmonton remporte la série 70 à 28.

### Finale de la WIFU
- 12 novembre : Blue Bombers de Winnipeg 22 - Eskimos d'Edmonton 16
- 14 novembre : Eskimos d'Edmonton 10 - Blue Bombers de Winnipeg 5
- 19 novembre : Eskimos d'Edmonton 4 - Blue Bombers de Winnipeg 2

Edmonton gagne la série au meilleur de trois matchs 2 à 1 et passe au match de la coupe Grey.

### Demi-finale de la Conférence de l'Est
- 5 novembre : Alouettes de Montréal 14 - Rough Riders d'Ottawa 30

### Finale de la Conférence de l'Est
- 12 novembre : Argonauts de Toronto 21 - Rough Riders d'Ottawa 33
- 20 novembre : Rough Riders d'Ottawa 21 - Argonauts de Toronto 20

Ottawa remporte la série 54 à 41 et passe au match de la coupe Grey.

### 48ecoupe Grey
- 26 novembre : Les Rough Riders d'Ottawa gagnent 16-6 contre les Eskimos d'Edmonton au stade de l'Exposition nationale à Toronto (Ontario).

## Honneurs individuels
- Trophée Schenley du meilleur joueur : Jackie Parker (en) (QA), Eskimos d'Edmonton
- Trophée Schenley du meilleur joueur de ligne : Herb Gray (en) (G/AD), Blue Bombers de Winnipeg
- Trophée Schenley du meilleur Canadien : Ron Stewart (en) (DO), Rough Riders d'Ottawa
- Trophée Jeff-Russel (courage, habileté, jeu propre et esprit sportif dans la Conférence de l'Est) : Ron Stewart (DO), Rough Riders d'Ottawa